# 色雷斯龍屬
色雷斯龍屬（屬名：Ceresiosaurus）意為「賽爾斯的蜥蜴」，是種已滅絕海生爬行動物，屬於鰭龍超目的幻龍目。色雷斯龍的化石在歐洲發現，並由Bernhard Peyer在1931年所命名。

## 古生物學

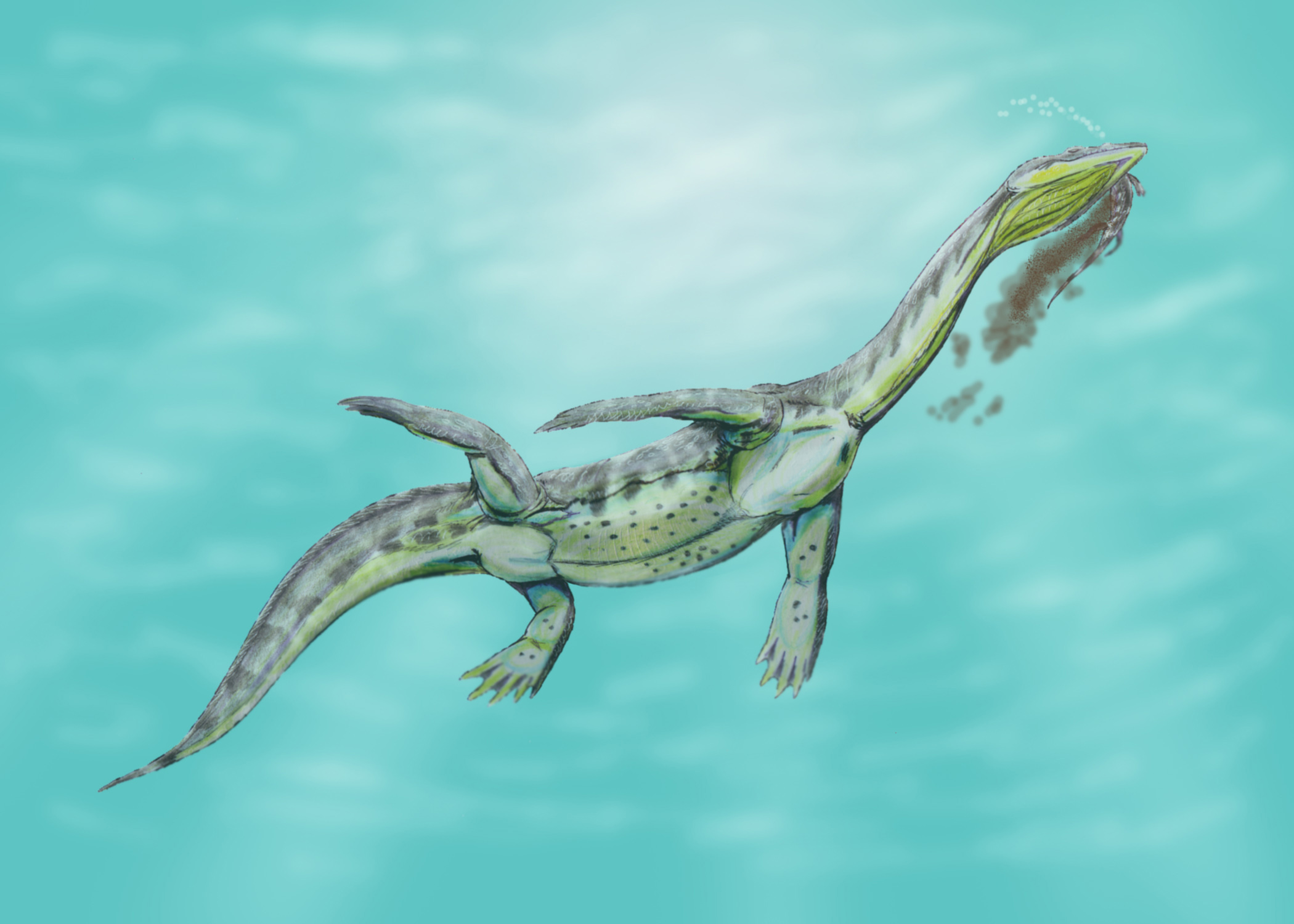
色雷斯龍的想像圖

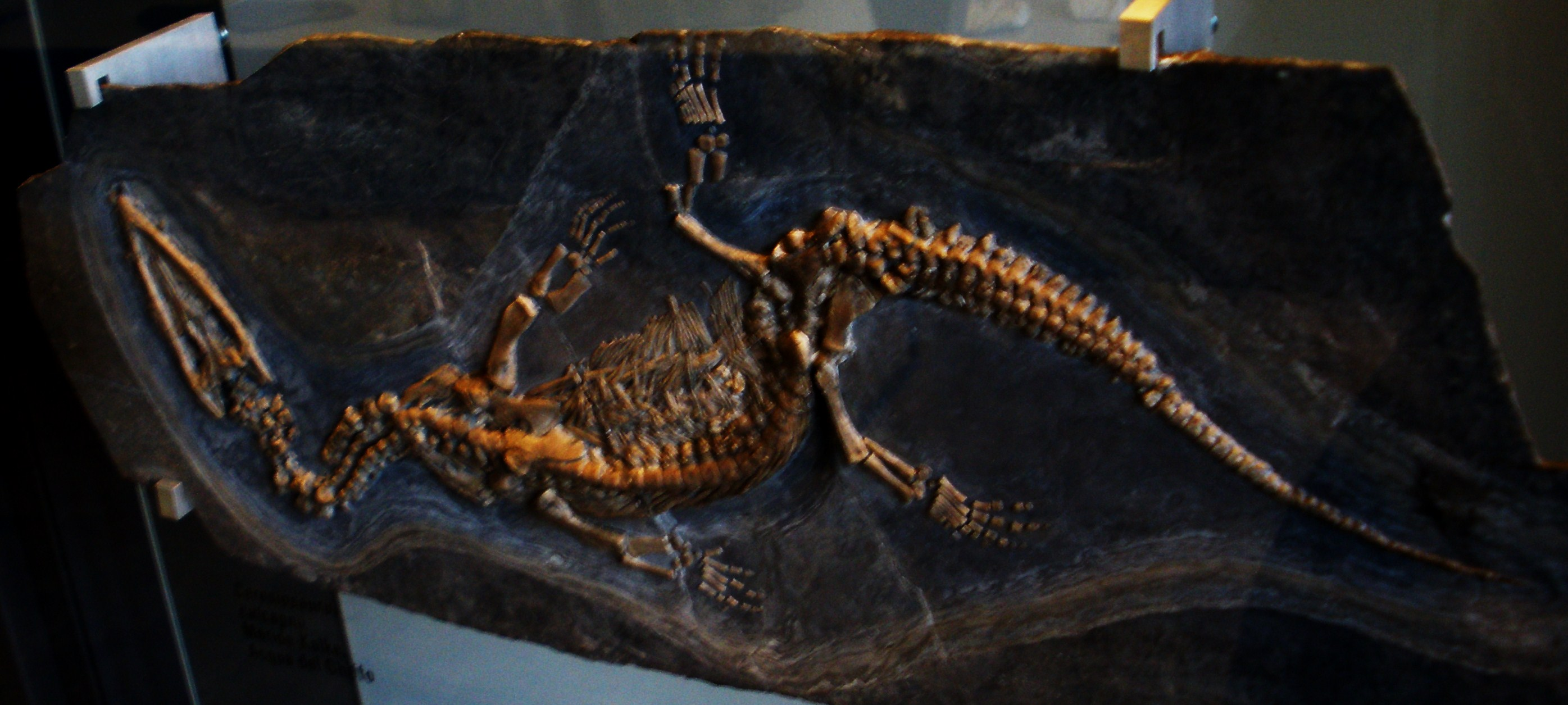
C. calcagnii的化石

色雷斯龍身長約4公尺，生存於三疊紀的安尼期至拉丁期之间。色雷斯龍的身體比牠們的近親還要修長，擁有完全發展的鰭狀肢，看不到腳趾的痕跡。鰭狀肢的指骨屬於多指型，而且修長，使得色雷斯龍的鰭狀肢比大部分的幻龍類還要長。色雷斯龍的鰭狀肢非常類似較後期的蛇頸龍類，蛇頸龍類是群海生爬行動物，是幻龍類的近親。色雷斯龍的頭顱骨是已知幻龍類當中最短的，使牠們成為幻龍類中外表最像蛇頸龍類的物種。
雖然色雷斯龍擁有長頸部與尾巴，牠們可能是種不是藉由左右擺動身體來游泳的爬行動物；研究顯示色雷斯龍擁有臀部與強壯的尾巴，使牠們以類似企鵝的方式在水中推進。在色雷斯龍胃部發現的腫肋龍類顯示，牠們可能是種快速的游泳者。
Olivier Rieppel曾提出色雷斯龍是鷗龍的異名。